# Борукаев, Казбек Каурбекович
Казбе́к Каурбе́кович Борука́ев (осет. Борыхъуаты Хъауырбеджы фырт Хъазыбег; 9 июня 1890, Зилга — 14 декабря 1931, Владикавказ) — один из организаторов и руководителей революционного движения в Северной Осетии, партийный и государственный деятель.

## Биография
Родился в 1890 году в селении Зильги. С 1899 года обучался в Ставропольской гимназии. В 1905—1907 годах участвовал в революционном движении в Ставрополе, за что был исключен из гимназии. В 1907—1908 годах учился во Владикавказской гимназии, затем — на историко-филологическом факультете Петербургского университета.
Февральская буржуазно-демократическая революция застала его в Петрограде. В мае 1917 года приехал в Осетию. В том же месяце был избран во Владикавказский окружной гражданский комитет.
С августа 1917 года — член Осетинского национального Совета, который был в оппозиции к Центральному комитету Союза объединённых горцев и к Горскому правительству. Позднее избирался делегатом второго съезда народов Терека в Пятигорске, съезда, который принял постановление о признании власти Совета Народных Комиссаров Российской Федерации. Это историческое решение единогласно было поддержано осетинской делегацией съезда.
До мая 1919 года скрывался в Ардоне, затем его переправили в Грузию. В трудное для Советской власти время вступил в партию большевиков. В Грузии вошёл в состав Горской секции Кавказского краевого комитета РКП(б), который руководил партизанским движением на Северном Кавказе.
Возвратившись в Осетию, стал председателем подпольного ревкома.
В 1920—1924 годах — председатель Окружного ревкома, уполномоченный НК РКИ по Терской области, народный комиссар финансов и заместитель председателя ЦИК Горской республики, входит в состав комиссии, которой было поручено разработать основные положения Горской Советской республики. Избирался делегатом на Первый съезд народов Востока; делегатом X съезда РКП (б) в Москве, где беседует с Лениным.
С сентября 1924 по 1927 года — председатель ЦИК Северо-Осетинской автономной области. С января 1927 по май 1928 — секретарь обкома партии.
Проходил длительное лечение в Крыму, после которого возвратился во Владикавказ инвалидом II группы.
Проживал в доме № 40 (объект культурного наследия) на улице Льва Толстого. Скончался в 1931 году.
Перезахоронен на Аллее Славы во Владикавказе.

## Память
- Его могила является памятником истории культурного наследия федерального значения.
- Его именем названа улица во Владикавказе.